# Echo (servizio)
echo è un servizio Internet che implementa l'omonimo protocollo definito dalla RFC 862. In genere implementato dal demone inetd, il servizio è in ascolto sia tramite TCP che su UDP sulla porta 7. Una volta stabilita la connessione al server, ogni dato inviato dal client viene restituito senza alcuna elaborazione fintantoché la connessione non viene chiusa.
Il servizio in genere è disabilitato in quanto obsoleto e insicuro, dato che può essere utilizzato per attacchi denial of service.